# Ctenichneumon funereus
Ctenichneumon funereus là một loài tò vò trong họ Ichneumonidae.